# Система контролю тиску повітря в шинах

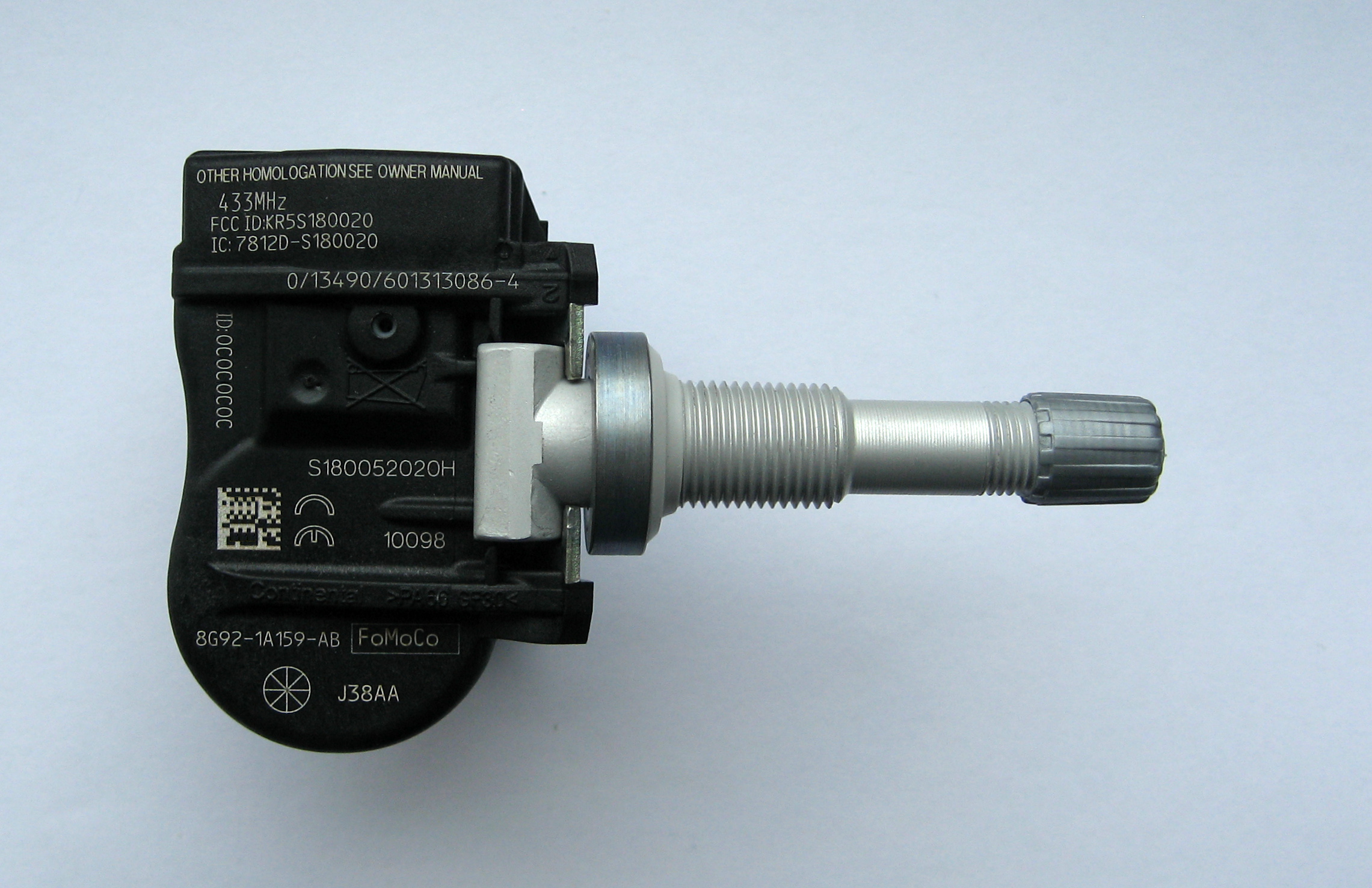
Внутрішній давач системи прямого контролю тиску для автомобілів Ford та Volvo

Систе́ма контро́лю ти́ску в ши́нах (англ. Tire Pressure Monitoring System; TPMS) — система дистанційного вимірювання та моніторингу тиску і температури в шинах автомобіля під час руху. TPMS поділяються на два типи: системи прямого контролю (dTPMS) та системи непрямого контролю (iTPMS) і пропонуються на ринку, як заводські опції, так і у вигляді тюнінгових рішень.

## Історична довідка

### Початок застосування
У зв'язку зі значним впливом тиску у шинах на безпеку та ефективність роботи транспортних засобів ідея розробки таких систем, TPMS виникла одразу ж коли з'явилась технічна можливість її реалізації. Система контролю за тиском у шинах вперше з'явилась на європейському ринку як додаткова опція для дорогих авто у 1980-х. Перший легковий автомобіль, де було використано моніторинг тиску в шинах (TPM — англ. tire-pressure monitoring) був спортивний Porsche 959 у 1986 році. У 1999 році PSA Peugeot Citroën вирішила встановити TPM як стандартну опцію на автомобіль бізнес-класу Peugeot 607. У наступному році (2000), компанією «Renault» було запущено у виробництво автомобіль Laguna II — це було перше масове середньорозмірне авто у світі, оснащене системою TPM як стандартною опцією. У США TPMS уперше було використано компанією «General Motors» у 1991 році на моделі Chevrolet_Corvette у поєднанні з безкамерними шинами від компанії «Goodyear». Система використовувала давачі, що розташовувалися в колесах і взаємодіяли із засобами індикації, які показували значення тиску у кожному колесі та давали сигнал тривоги при заниженому чи завищеному тиску. Відтоді це стало стандартом для усіх модифікацій Corvette.

### Відкликання партії шин «Firestone» і мандат на запровадження
Відкликання американською компанією «Firestone» партії шин у кінці 1990 року (яке було пов'язане із більш ніж 100 смертями від перекидання автомобіля через руйнування протектора), підштовхнуло Конгрес США до закріплення у жовтні 2000 року в «Законі про покращення виконання вимог з відкликання транспортних засобів, ведення звітності та документації» (англ. Transportation Recall Enhancement, Accountability and Documentation Act; TREAD Act) вимог до раннього виявлення неполадок в автомобілях. Закон передбачив обов'язкове застосування відповідної технології TPMS у всіх легких (до 10 000 фунтів) моторних транспортних засобах для сповіщення водія про небезпечне значення тиску в шинах. Дія цього закону поширюється на всі легкі моторні транспортні засоби, що вироблені після 1 вересня 2007 року. У Європейському Союзі з 1 листопада 2012 усі легкові авто категорії M1 (повна маса до 3,5 т, до 9 пасажирів), що випускаються повинні мати обладнання TPMS. З листопада 2014 року всі нові легкові автомобілі, вироблені в Євросоюзі повинні оснащуватися TPMS. Для транспортних засобів категорії N1, TPMS не є обов'язковими, але якщо TPMS встановлений, він повинен відповідати затвердженим нормативам.

13 липня 2010 року південнокорейське Міністерство у справах землі, транспорту і морських питань оголосило початок часткової ревізії «Корейських стандартів безпеки механічних транспортних засобів» (англ. Korea Motor Vehicle Safety Standards; KMVSS), вказавши, що
...TPMS повинні бути встановлені на пасажирських транспортних засобах і транспортних засобах повною масою до 3,5 т, … починаючи з 1 січня 2013 року для нових моделей і з 30 червня 2014 року для існуючих моделей.
Японія збирається прийняти законодавство Європейського союзу приблизно через рік після запровадження його там. Наступні країни, що планують зробити TPMS обов'язковим це: Росія, Індонезія, Філіппіни, Ізраїль, Малайзія і Туреччина.
Після прийняття закону TREAD багато компаній відреагували на нові потреби ринку, випустивши TPMS-продукти, що використовують прямий спосіб отримання даних про тиск і температуру у шинах від обертового колеса в межах транспортного засобу з використанням спеціальних радіопередавальних колісних модулів з батарейним живленням.

### Шини типу «Run-flat»
Запровадження шин типу «Run-flat», які після пробиття ще здатні підтримувати робочий стан протягом певного періоду, мотивувало зробити обов'язковим використання принаймні деяких базових функцій TPMS. У 1996 році компанія «Renault» уже використовувала систему Michelin PAX system для серійної моделі «Scenic». При використанні шин типу «Run-flat», водій, швидше за все, не помітить, що шина має пробоїну, тому, були введені так звані «системи попередження про спущену шину». З'явились системи першого покоління (iTPMS) робота яких базується на визначенні радіуса колеса, що дало можливість гарантувати, що спущене колесо не використовуватиметься поза встановленими обмеженнями, зазвичай, швидкість обмежується до 80 км/год і відстань пробігу до 80 км. Ринок iTPMS почав розвиватись. Системи непрямого контролю тиску стали спроможні виявляти падіння тиску за допомогою комбінованого використання засобів визначення радіуса кочення та спектрального аналізу, що зробило можливим повний моніторинг стану коліс. Це рішення також дозволило одночасно задовольнити вимоги законодавства щодо контролю за станом шин.

## Системи непрямого контролю тиску
Сучасні системи непрямого контролю тиску (iTPMS) працюють через ABS/ESC-системи автомобіля. Електроніка за допомогою давачів в кожний момент часу визначає частоти обертання коліс та їх відносну різницю. Як відомо, при падінні тиску висота профілю шини стає нижчою. Отже, швидкість обертання колеса у порівнянні з іншими колесами збільшується, отже, і збільшується різниця частот обертання коліс на одній осі. В результаті система фіксує ці зміни.
iTPMS не можете виміряти або відобразити значення абсолютного тиску, її покази є відносні за своєю природою і повинні скидатись водієм, після того, як він пересвідчився що у всіх колесах тиски встановлені правильно. Скидання зазвичай робиться або за допомогою фізичної кнопки або через меню бортового комп'ютера. iTPMS є, порівняно з dTPMS, чутливішим до впливів різних типів шин та зовнішніх факторів, таких як дорожнє покриття, швидкість руху чи стиль їзди. Процедура скидання з наступною автоматичною стадією аналізу зазвичай триває 20…60 хвилин їзди, при яких iTPMS дізнається і запам'ятовує вихідні параметри, перш ніж стане повністю активною. Оскільки iTPMS не пов'язана з використанням додаткового обладнання, запасних частин, шкідливими викидами, а також якимось додатковими діями (окрім регулярного скидання) таку систему можна вважати простою у користуванні і дружньою до споживача.
Але даний спосіб вимірювання тиску в шинах має свої недоліки, а саме:
- неможливість визначити повільне падіння тиску;
- спрацьовування тривоги при падінні тиску понад 30 %;
- немає можливості визначити падіння тиску в декількох колесах одночасно;
- немає можливості достовірно визначити у якому колесі знизився тиск.

## Системи прямого контролю тиску і температури
Ефективнішим засобом визначення тиску і температури в колесі є це системи прямого контролю, коли безпосередньо в кожне колесо вбудовується давач, що знімає покази в режимі реального часу. П'єзокристалічна мембрана давача при зміні внутрішнього тиску в шині перетворює механічний вплив від неї в електричні сигнали, які після частотної модуляції передаються за допомогою вмонтованого радіопередавача на панель приладів або спеціальний дисплей. У результаті видається візуальний і (або) акустичний сигнал. Вмонтовані в давачі є нерозбірними, зазвичай, акумуляторні батареї в них служать 5-7 років. Температура шини відстежується паралельно і враховується при оцінці тиску. Заощадити заряд батареї дозволяє ще той факт, що давачі переходять в робочий режим тільки тоді, коли автомобіль перебуває у стані руху. Типи давачів поділяються на зовнішні і внутрішні. Як випливає з назви, одні давачі монтуються всередині колеса, що вимагає проведення додаткового шиномонтажу, інші ж накручуються на ніпель замість захисних ковпачків.

### Внутрішні давачі
Внутрішні давачі вмонтовуються замість стандартних клапанів (вентилів) у ніпелі таким чином, що сенсор розташовується всередині шини, що дещо ускладнює їх монтаж (потрібно проводити шиномонтажні роботи), але при цьому давачі захищені від впливу навколишнього середовища та вандальних дій. Діапазон робочої температури від −40 до +125 °C, діапазон тисків, що вимірюються від 0 до 8 бар. Виведення інформації може здійснюватися різними способами:
- на штатний монітор, оснащений RCA відеовходом
- на дисплей, що додатково встановлюється на панель приладів або дзеркало заднього виду;
- на індикатор-брелок.

### Зовнішні давачі
Зовнішні давачі, на відміну від внутрішніх, монтуються на штатні ніпелі та не вимагають додаткового шиномонтажу. Це дозволяє не тільки швидко встановити систему, але і використовувати її на декількох автомобілях. Але, при цьому, давачі взаємодіють з агресивним зовнішнім середовищем і не захищені від вандалізму. Прикладом моделі може послужити система TPMS 4-21. Діапазон робочої температури давачів від −40 до +85 °C, діапазон вимірюваного тиску від 0 до 6 бар. Батарея у давачі переважно незамінна. У деяких моделях, таких як TPMS Smart, батарею можна замінити (використовується стандартний тип батареї CR1632).

### Системи для вантажного транспорту
Використання систем контролю у вантажних автомобілях ускладнене тим, що подібні транспортні засоби мають досить велику протяжність і сигнал від давача може «загубитися». Для цього використовуються спеціальні ретранслятори-підсилювачі сигналу (репітери). Як і у випадку з легковим транспортом, існують системи як з внутрішніми давачами, так і з зовнішніми.

## Індикатори
| TPMS low pressure warning icon         |
| Значок сигналу низького тиску від TPMS |

| TPMS system failure icon                   |
| Значок сигналу пошкодження колеса від TPMS |